# ラングーン事件
ラングーン事件（ラングーンじけん）は、1983年10月9日にビルマ(現・ミャンマー)の首都ラングーンのアウンサン廟で発生した爆弾テロ事件。北朝鮮工作員がビルマを訪問中の大韓民国（韓国）の全斗煥大統領一行の暗殺を狙ってアウンサン廟を爆破。韓国政府の高官が複数死亡したが、全大統領は無事で、ビルマと北朝鮮の国交が急速に悪化する原因となった。「ラングーン爆破テロ事件」、「アウンサン廟爆破事件」 とも呼ばれる。

## 背景
1980年9月、韓国で全斗煥が大統領に就任した。全斗煥の名前は、1980年5月の光州事件で空挺部隊を投入した人物として『労働新聞』でも取り上げられており、情報機関である国家保衛部（現・国家保衛省）の幹部は「愚直で暴虐無比な人物」「オオヤマネコ（朴正煕）が死んだら獅子が出てきた」と警戒していた。韓国は1988年のソウルオリンピック招致に成功したが、東側諸国や北朝鮮と親密だった非同盟中立諸国はオリンピック参加を表明していなかった。1980年モスクワオリンピックでは西側諸国によるボイコットがあり、逆の立場からこれらの国々が不参加となる可能性があった。このため、これらの国々に閣僚を派遣し韓国でのオリンピック開催や、その際の参加を熱心に説得して回っていた。
1982年8月、全大統領はアフリカを歴訪（ケニア・ナイジェリア・ガボン・セネガル）したが、北朝鮮外交の「裏庭」であるアフリカを荒らされることに我慢できなかった金正日は、対南工作を担当する国家保衛部第3庁舎の金仲麟書記に全大統領の暗殺を指示した。金仲麟は狙撃する工作員を編成し、外交官を装ってアフリカへ派遣。会談会場に向かう全大統領を狙撃し、自爆するよう指示した。しかし工作員たちは、狙撃現場に向かう途中交通事故を起こして骨折する重傷を負い、暗殺に失敗した。さらに、主席の金日成が外交ルートを通してソビエト連邦（ソ連）に暗殺計画を通達したところ、レオニード・ブレジネフ政権が本格的な米ソ対立に発展しかねないとして北朝鮮に暗殺の中止を緊急に通達し、金日成は不承ながら全大統領の暗殺を断念した。
1982年11月にブレジネフが死去し、対米強硬派でもあるユーリ・アンドロポフがソ連共産党中央委員会書記長に就任すると、金日成は祝電を贈り、アンドロポフは朝鮮半島での有事の際にソ連が積極的に支援すると返答した。ソ連の後ろ盾を得た金日成は、偵察局第711部隊に命じ、東南アジア歴訪中の全斗煥の暗殺し、韓国国内で共産革命が起きるか、韓国軍が挑発してきた場合、一気に南侵するといった計画を立案した。計画の立案は、金日成の長男でもある金正日であるといわれている。総指揮は、金正日の義弟で側近の張成沢の長兄にあたる張成禹が取ったとされている。
テ・チャンス司令官（北朝鮮の開城地区特殊工作部隊）の命令によって、以下の3人から成る暗殺班が組織された。
- キム・ジンス少佐（逮捕）
- カン・ミンチョル上尉（逮捕）
- キム・チホ上尉（ビルマ警察との銃撃戦で射殺）

## 事件の概要

### 暗殺の実行
暗殺班は9月9日に北朝鮮の貨物船・東健号で甕津港を出港し、9月16日にラングーン港へ到着した。9月17日から24日までラングーン港内に停泊後、在ビルマ北朝鮮大使館のチョン・チャンヒ参事官宅に滞在した。暗殺計画の司令部は、工作員が多数配置されていたクアラルンプールの在マレーシア北朝鮮大使館とされる。アウンサン廟に爆弾をしかけたのは、10月7日夜10時頃で、指揮官のキム少佐が見張りにあたり、カン上尉が廟の屋根にのぼり、キム上尉から爆弾を手渡され、大統領一行が訪れるアウンサン廟の屋根裏に遠隔操作式のクレイモア地雷を仕掛けた。全斗煥大統領一行は1983年10月8日夕方、南アジア太平洋地域6か国歴訪の最初の訪問国であるビルマの首都・ラングーンに到着し、サン・ユ大統領らの出迎えを受けた。翌日の10月9日、大統領一行はアウンサン廟へ献花に訪れようとした。
事件当日、アウンサン廟に近いウィザヤ映画館付近に潜伏した指揮官のキム少佐が、遠隔操作によって地雷を爆破させる予定だった。しかし全大統領の到着が予定よりも大幅に遅れた上に、先に到着していた長身の李範錫外務部長官を全斗煥と誤認した。さらに、李範錫が到着したのと同時に軍楽隊が式典開始のファンファーレを演奏し始めたため、午前10時25分（現地時間）、キム少佐は遠隔操作のスイッチを押した。
爆発で建物の一部が崩落し、アウンサン廟は流血した生存者が悲鳴を上げる中遺体が転がる修羅場と化した。この爆発で韓国側の閣僚など17人、ビルマ側は閣僚や政府関係者4名が死亡し、負傷者は47名に及んだ。全大統領は乗っていた自動車の到着が2分遅れたために危うく難を逃れ、また全大統領の車に同乗していた大統領警護室長の張世東陸軍少将も同じく難を逃れた。なお、事件後に張世東警護室長は事態を防げなかったとして辞表を提出したが、全大統領に諫められて留任している。

### 主な死亡者
- 徐錫俊（朝鮮語版）（国務副総理兼経済企画院長官）
- 李範錫（朝鮮語版）（外務部長官）
- 金東輝（朝鮮語版）（商工部長）
- 徐相喆（朝鮮語版）（動力資源部長官）
- 咸秉春（大統領秘書室長）
- 金在益（朝鮮語版）（大統領府経済担当首席秘書官）
- 沈相宇（大統領府秘書官）[12]
- 閔丙錫（大統領主治医）

### 韓国政府の対応
事件当日の午後には、大統領外国訪問中の留守を任されている形であった金相浹総理によって緊急閣議が招集され、軍と警察に非常警戒令と戦闘準備態勢を発令すると共に、北朝鮮の組織的な陰謀であると主張した。外遊中の大統領一行は訪問日程を取り消して韓国に帰国、全斗煥大統領は演説で「北の金日成集団に厳しく警告する。もう一度挑発すれば、力をもって報復する。」と警告し、10月13日の午前、汝矣島広場で犠牲になった人々の「殉国外交使節合同国民葬」が開催された。その後に行われた「ビルマ暗殺爆発事件北傀殺人蛮行糾弾決起大会」では一般国民の代表が「同族を殺害した金日成を打倒しよう」と演説した。対して北朝鮮は、全大統領が「強烈な爆弾の洗礼を受けた」と報じると共に、「南が我々を陥れるために起こした自作自演の事件である」と関与を全否定し韓国政府の発表に反発、軍事境界線は一触即発の状態になった。

### ビルマ政府の捜査
ビルマ警察の捜査と追跡により、北朝鮮工作員3名は追い詰められ銃撃戦の末に逮捕された。キム上尉は射殺され、キム少佐とカン上尉が重傷を負った。2人は警察に対して作戦の全貌を自供し、11月4日にビルマ政府は犯行を北朝鮮によるものと断定して3人の朝鮮人民軍軍人を実行犯として告発した。日本やアメリカ等では実行犯に関して、当初は韓国の反政府組織説やビルマ国内のカレン族等の少数民族説、ゲリラ展開を続けるビルマ共産党説、またはネ・ウィン前大統領に次ぐナンバー2と目されながら、当時失脚したばかりのティン・ウ准将の支持グループ説等、様々な憶測が飛び交っていた。日本社会党は、「北朝鮮にとって不利益そのもので無縁の行為」とするなど北朝鮮を弁護し、公明党も事件直後は「事件の真相は、まだ今後の捜査を待つしかない」としていた。しかしビルマは裁判において、朝鮮語と英語を用いて北朝鮮人である被疑者への裁判の理解力を確かめる努力をしたり、北朝鮮の外交使節や世界の報道機関にも公開した裁判で国際社会の信頼を得られ、当時名高い非同盟中立国であったビルマが出した北朝鮮によるテロリズムという結論は、国際的に認知された。

## 影響

### 北朝鮮とビルマの国交断絶
事件当時、ビルマは南北等距離外交を行っていた。ラングーンには双方の大使館があったがビルマは南北両朝鮮には大使館は設置せず、北朝鮮への大使は駐中ビルマ大使が、韓国への大使は駐日ビルマ大使がそれぞれ兼任していた。非同盟中立を標榜し北朝鮮と同じ社会主義国だったビルマの北朝鮮との関係は、事件前はかなり友好的なものであった。しかし「建国の父」であるアウンサンの墓所を爆破し要人の暗殺に利用するという行為にビルマ政府は憤慨し、11月4日、北朝鮮との国交を断絶するのみならず国家承認の取り消しという厳しい措置を行い、1985年には当時の最高指導者であったビルマ社会主義計画党（BSPP）のネ・ウィン議長によってアウンサン廟は再建された。その後両国の国交が回復する2007年まで、24年の歳月を要した。
この事件により、ビルマだけでなく他の非同盟中立諸国からも北朝鮮は顰蹙を買うことになり、北朝鮮の思惑とは逆に多くのアフリカ諸国がソウルオリンピックに参加することになった。一方、東欧諸国は1987年の大韓航空機爆破事件で、ソウルオリンピック参加に傾いた。

### 東健号（東建愛国号）問題
北朝鮮軍特殊工作員兵士3名をビルマに送り込んだ「東健号」は、在日本朝鮮人総聯合会（朝鮮総連）に所属する兵庫県商工会会長の文東建が日本の高知県で造船し、1976年（昭和51年）に北朝鮮に寄贈し金日成から直接に「東建愛国号」と名付けられた貨物船である。翌1977年（昭和52年）からは宇出津（うしつ）事件や少女拉致事案のような北朝鮮政府と関係者による日本人拉致事件が始まった。
この寄贈により、文東建は1977年2月に北朝鮮最高勲章の一つである金日成勲章を受章し、後に全演植（モランボン創業者）と共に、在日朝鮮商工人から初の朝鮮総連副議長となった。当時、朝鮮総連議長ですら成し得なかった、金日成と文東建のツーショット写真が北朝鮮の日本語宣伝雑誌『今日の朝鮮』1976年8月号に掲載され、在日朝鮮人社会に大きな衝撃を与えると共に、それが「金銭の力で地位を買える」という事実を知らしめる結果となって、合法非合法を問わず、日本国内から北朝鮮の軍事独裁体制を支えていた在日朝鮮人による北朝鮮への送金の始まりとなった。
ラングーン事件が起きた後に『週刊朝日』1983年11月4日号が、「犯人の兵士をビルマに運んだ船が文東建の寄贈船である」と報じると、文東建は「そんな事実はない」と否定し、1983年11月21日に週刊朝日を名誉毀損で神戸地方裁判所に訴えたが、裁判中に文が死亡。その後、文の関係者が責任を放棄した。

### 北朝鮮の全斗煥観
北朝鮮の人民武力部（現・国防省）の保衛大学に勤務していた康明道によると、事件後に作成された保衛部の報告書はアウンサン廟に派遣された工作員が「全斗煥の悪賢い計略によって失敗した」と結論づけ、全斗煥が暗殺防止のために敢えて到着を遅らせ、計略的にファンファーレを演奏させたと分析した。国家保衛部では、全斗煥は暴虐無比なだけではなく、狡猾さも兼ね備えた人物という認識が広まった。

### 日本共産党と北朝鮮政府の関係断絶
事件に際し日本共産党はビルマ政府の発表を元に、「テロは断じて共産主義運動の態度ではなく、どの国によるものであれこの種のテロに反対する」などの見解を発表した。一方、朝鮮総連傘下の日本語新聞『朝鮮時報』は、北朝鮮の関係者の氏名まで具体的にあげた供述調書を「噴飯もの」と一蹴し、日本共産党の見解を「謀略に同調する行為」と非難した。これに反発した日本共産党は『朝鮮時報』を批判したため、朝鮮労働党は「野蛮な覇権主義」ととして、1983年に日本共産党との関係を断絶した。

## その後

### 実行犯
キム少佐は死刑判決を受け、1985年に執行された。カン上尉は犯行を自白したため、死刑から終身刑に減刑された。カン上尉は1990年代後半から心情の変化を生じ、刑の規定などで釈放されることがあれば、韓国行きを希望すると述べたが、実現することはなかった。2008年5月18日、カン上尉が肝臓癌のため、ヤンゴン近郊の刑務所にて死亡したと発表された。これによって、実行犯全員が死亡した。また総指揮を取ったとされた張成禹も、2009年8月に死去したことが判明した。
2回も全大統領の暗殺に失敗した金仲麟は、金正日によって党書記の資格を剥奪され、「お前みたいな奴は糞でも汲んでおれ」と農場に追放された。しかし金仲麟は翌年に7トンものトウモロコシを金正日に差し出し、忠誠心の表れと喜んだ金正日によって金仲麟は徐々に復権。1988年には、党書記（勤労団体担当）に復帰した。

### 北朝鮮とミャンマーの国交回復
2006年4月にはミャンマーが北朝鮮の外交関係を将来、全面回復することを実務者レベルの協議で合意。2007年4月26日、北朝鮮側の代表である金永日外務次官と、ミャンマー側代表チョー・トゥ外務次官の間で、正式に合意文書が署名され、24年ぶりに国交を回復した。合意の背景には、近年の両国に対する国際非難を牽制する狙いがあったとされている。

### アウンサン廟の再公開
事件の舞台となったアウンサン廟は事件後、ミャンマー政府による厳重警備が実施され、施設は閉鎖されていたが、事件から30年目の2013年6月1日に、一般公開が再開された。

### 日本共産党と朝鮮労働党の関係
ラングーン事件による見解で断絶した日本共産党と朝鮮労働党だが、1998年に中国共産党との関係修復に成功した不破哲三書記長（当時）は朝鮮労働党との関係修復も画策していた。しかし日本人拉致事件を疑惑に過ぎないとした不破に対し、2002年の日朝首脳会談で金正日が日本人拉致を認めたため、不破は弁解を余儀なくされ、関係修復は頓挫した。
2024年時点でも、日本共産党は北朝鮮の党や体制を社会主義や共産主義とは無縁とし、朝鮮労働党とは「40年前から関係を断絶」していると主張している。